# تکیه‌گاه
برای این که یک سازه، تحت تأثیر نیروهای خارجی حرکت نکند، باید توسط قیدهایی به محیط (زمین یا هر جسم دیگر) متصل گردد. به این قیدها، تکیه‌گاه (به انگلیسی: Support) می‌گویند.
تکیه‌گاه‌ها بر حسب قیدی که در مقابل حرکت به وجود می‌آورند، به انواع زیر دسته‌بندی می‌شوند:

## تکیه‌گاه مفصلی ثابت (لولایی)
تکیه‌گاه مفصلی ثابت یا تکیه‌گاه لولایی (به انگلیسی: Hinged Support) نوعی از تکیه‌گاه‌است که از تغییر مکان نقطهٔ تکیه‌گاهی (در فضا یا در صفحه) جلوگیری به عمل می‌آورد، ولی هیچ گونه مقاومتی در برابر دوران سازه، حول محورهای تکیه‌گاه ندارد؛ بنابراین چنانچه سازه‌ای به این نوع تکیه‌گاه متکی باشد، در مقابل چرخش آن حول محورهای پایه، هیچ گونه لنگر واکنشی ایجاد نمی‌شود و به علت محدود شدن سه امتداد حرکت در فضا و دو امتداد حرکت در صفحه، درحالت کلی سه مؤلفهٔ واکنش تکیه‌گاهی در فضا و در حالت خاص دو مؤلفهٔ واکنش تکیه‌گاهی در صفحه ایجاد می‌شود.

شکل واقعی تکیه‌گاه مفصلی ثابت (لولایی)

نمایش ترسیمی تکیه‌گاه مفصلی ثابت (لولایی) به همراه بردارهای واکنش تکیه‌گاه

## تکیه‌گاه مفصلی متحرک (غلتکی یا غلتشی لغزشی)
تکیه‌گاه غلتکی (به انگلیسی: Roller Support) یا تکیه‌گاه مفصلی متحرک (به انگلیسی: Movable Support) کاملاً شبیه تکیه‌گاه لولایی است، با این تفاوت که نسبت به آن درجهٔ آزادی بیشتری دارد. این درجهٔ آزادی، همان حرکت پایه در امتداد حرکت غلتک‌هاست. در واقع در این نوع تکیه‌گاه‌ها تنها یک امتداد حرکت محدود می‌شود و در نتیجه واکنش تکیه‌گاهی ایجاد شده، در امتدادی است که از حرکت پایه در آن امتداد جلوگیری شده‌است. این واکنش تکیه‌گاهی، عمود بر امتداد قابل حرکت تکیه‌گاه‌است که از مرکز مفصل هم می‌گذرد.

شکل واقعی تکیه‌گاه مفصلی متحرک (غلتکی)

نمایش ترسیمی تکیه‌گاه مفصلی متحرک (غلتکی) به همراه بردار واکنش تکیه‌گاه

## تکیه‌گاه گیردار
در صفحه، تکیه‌گاه گیردار (به انگلیسی: Fixed Support) از حرکت نقطهٔ تکیه‌گاهی در امتداد محورهای x و y و همچنین از دوران جسم حول نقطهٔ تکیه‌گاهی جلوگیری می‌کند؛ بنابراین سه مؤلفهٔ واکنش تکیه‌گاهی در این نوع تکیه‌گاه ایجاد می‌شود.
یکی از راه‌های ایجاد تکیه گاه گیر دار جوش دادن قطعه است.

شکل واقعی تکیه‌گاه گیردار

نمایش ترسیمی تکیه‌گاه گیردار به همراه بردارهای واکنش تکیه‌گاه

## تکیه‌گاه ارتجاعی (فنری)
در تکیه‌گاه ارتجاعی یا تکیه‌گاه فنری (به انگلیسی: Elastaic Support)، واکنش‌های تکیه‌گاهی مؤثر به جسم، متناسب با سختی (قابلیت تغییر مکان و دوران) محیط تکیه‌گاهی در محل اتکا هستند. به عبارت دیگر اگر به جای تکیه‌گاه ساده، فنری با ضریب سختی K قرار داده شده و در محل اتکا تغییر مکانی برابر ΔL در امتداد فنر ایجاد گردد، مقدار نیروی واکنش تکیه‌گاهی از رابطهٔ R=KΔL به دست می‌آید که در آن K ضریب ثابت فنر می‌باشد. به همین نحو اگر به جای تکیه‌گاه گیردار، سیستمی از فنرها با ضریب سختی K قرار داشته و چرخش یا دوران معادل θ در محل اتکا ایجاد گردد، مقدار کوپل مقاوم، از رابطهٔ M=Kθ به دست خواهد آمد.

## تکیه‌گاه رابط (میله‌ای)
تکیه‌گاه رابط یا تکیه‌گاه میله‌ای (به انگلیسی: Link Support)، نوعی تکیه‌گاه‌است که از یک میله کوتاه که دو انتهای آن مفصل می‌باشد، تشکیل گردیده‌است. در نتیجه، واکنش تکیه‌گاه، نیرویی است که در امتداد محور میله باشد.